# Dziennik Anne Frank
Dziennik Anne Frank – książka powstała na podstawie obszernych fragmentów pamiętnika napisanego przez Anne Frank podczas ponad dwuletniego pobytu w ukryciu jej rodziny oraz czwórki znajomych w czasie niemieckiej, nazistowskiej okupacji Holandii. Ich kryjówka została ujawniona w sierpniu 1944 roku, a Anne Frank zmarła na tyfus w obozie koncentracyjnym Bergen-Belsen, krótko przed wyzwoleniem obozu przez Brytyjczyków. Po wojnie pamiętnik odzyskał Otto Frank – ojciec Anne.
Książka pierwszy raz została wydana w 1947 roku w Amsterdamie przez Contact Publishing pod tytułem Het Achterhuis: Dagboekbrieven van 12 Juni 1942 – 1 Augustus 1944. Dziennik zyskał na popularności po wydaniu wersji angielskojęzycznej (Anne Frank: The Diary of a Young Girl) w 1952 roku przez Doubleday&Company (USA) i Vallentine Mitchell (Wielka Brytania). W 1955 roku powstała sztuka teatralna Pamiętnik Anny Frank, a na jej podstawie film Pamiętnik Anny Frank w reżyserii George’a Stevensa.
Angielskojęzyczna wersja „Dziennika” szybko zdobyła popularność, która wkrótce została zwiększona sukcesem sztuki teatralnej i jej adaptacji filmowej, a jej opowieść pokazała światu skalę holocaustu. Historia Anne uświadomiła ludziom, do czego może doprowadzić rasizm i prześladowania i jaki wpływ mieli naziści na narody, które planowali wymordować. Anne Frank stawała się symbolem cywilów zabitych podczas panowania reżimu nazistowskiego oraz ikoną żydowskiego cierpienia, w Europie okupowanej przez Hitlera.

## Dziennik Anne Frank
Anne Frank otrzymała album i rozpoczęła w nim wpisy w dniu swych trzynastych urodzin 12 czerwca 1942 roku. Trzy tygodnie później rodzina Franków (matka – Edith Frank, ojciec – Otto Frank, siostra – Margot Frank i Anne) udała się do kryjówki, którą Otto wraz z zaufanymi współpracownikami urządził w dawnej narzędziowni sekretnie odciętej od jego biura. Frankowie i czwórka ich znajomych (państwo van Pels: Hermann i Auguste – w dzienniku pod pseudonimami Herman i Petronella Van Daan, ich syn Peter oraz Fritz Pfeffer – Albert Dussel) mieszkali tam od 8 lipca 1942 do 4 sierpnia 1944 roku. Po odkryciu kryjówki cała grupa została wysłana do nazistowskich obozów koncentracyjnych. Jedynie Otto Frank przeżył wojnę. Anne zmarła na tyfus w obozie koncentracyjnym Bergen-Belsen, tuż przed jego wyzwoleniem.
Rękopis dziennika składa się z trzech obszernych tomów. Pierwszy z nich opisuje wydarzenia z okresu między 12 czerwca a 5 grudnia 1942 roku. Ponieważ drugi z istniejących tomów zaczyna się 22 grudnia 1943 i kończy 17 kwietnia 1944 roku, zakłada się, że oryginalny tom (lub tomy) z okresu między grudniem 1942 a grudniem 1943 roku zaginął (prawdopodobnie podczas aresztowania). Jednakże wydarzenia z tego okresu zostały opisane przez Anne w zachowanej kopii. Trzeci ocalały tom zawiera wpisy od 17 kwietnia do 1 sierpnia 1944 roku – ostatni wpis przed aresztowaniem.
W oryginalnym dzienniku wpisy z pierwszych trzech miesięcy mają formę standardowego pamiętnika (do 28 września 1942), a następnie są adresowane do postaci z książek Joop ter Heul. W opowiadaniach Cissy van Marxveldt uparta Joop również prowadzi dziennik i pisze do grupy przyjaciół o swoich troskach i miłościach. Do listopada 1942 roku Anne adresuje wpisy do przyjaciół Joop: „Kitty”, „Conny”, „Emmy”, „Pop” i „Marianne”. W drugim ocalałym tomie Anne kieruje swoje myśli wyłącznie do „Kitty”, zaś w kopii dziennika, którą później napisała, adresatem wszystkich wpisów jest „Kitty”.
Istnieje kilka hipotez na temat tożsamości Kitty. W 1986 roku krytyk Sietse van der Hoek stwierdził, że imię to odnosi się do Kitty Egyedi – przedwojennej przyjaciółki Franków. Wpływ na stwierdzenie van der Hoeka mogła mieć publikacja z 1970 roku – „A Tribute to Anne Frank”, przygotowana przez Anne Frank Foundation, która zakładała, że Kitty Egyedi była pierwowzorem tej postaci, co zostało podkreślone przez zamieszczenie fotografii przedstawiającej Anne, Sanne Ledermann, Hanneli Goslar i Kitty Egyedi. Anne nigdy nie wspomniała w swoim dzienniku o Kitty Egyedi, a jedynym przykładem listów do prawdziwych przyjaciół są dwa niewysłane pożegnalne listy do Jacqueline van Maarsen z września 1942 roku.

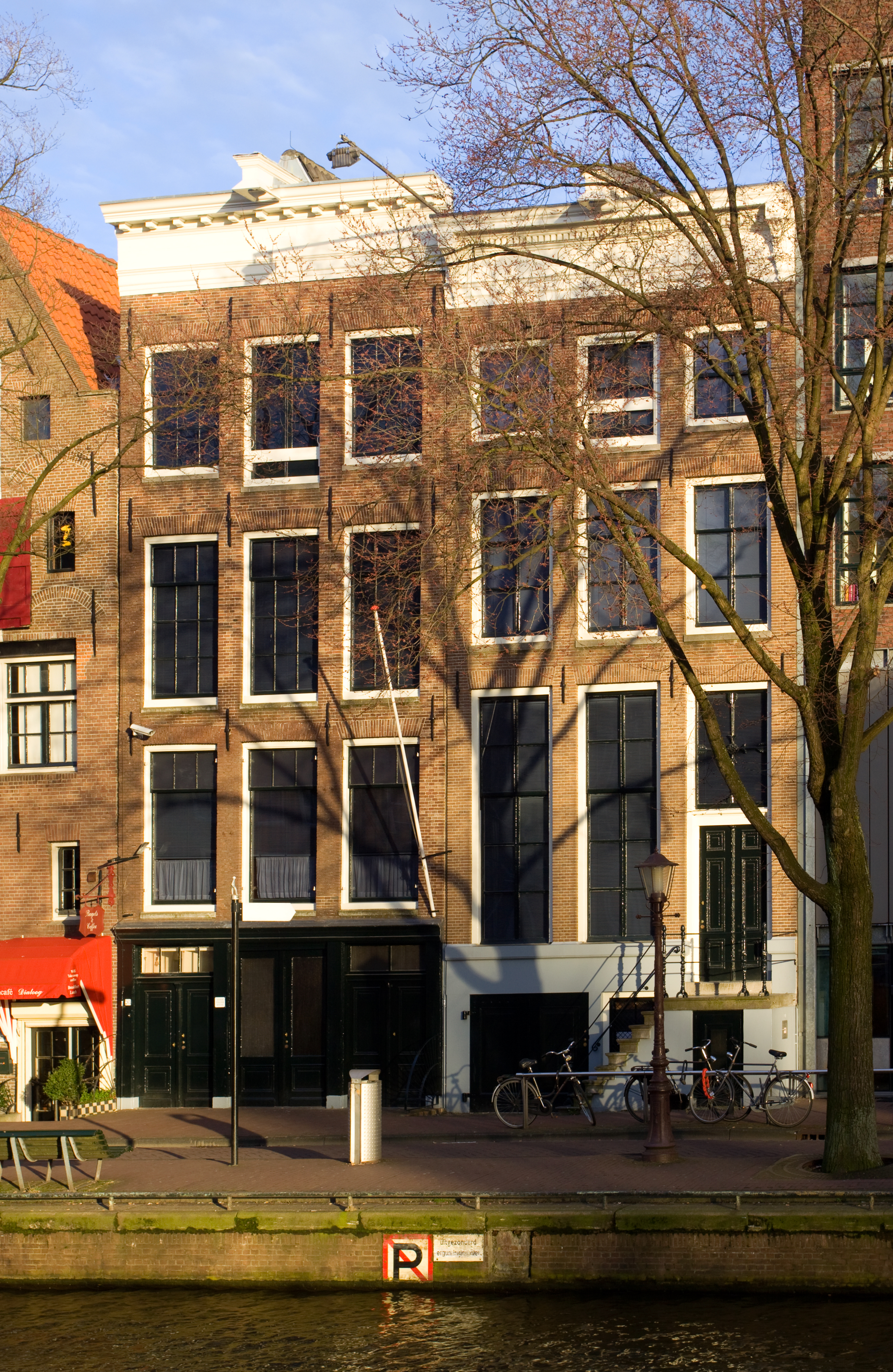
Dom przy Prinsengracht 263 w Amsterdamie, w którym ukrywała się Anne Frank

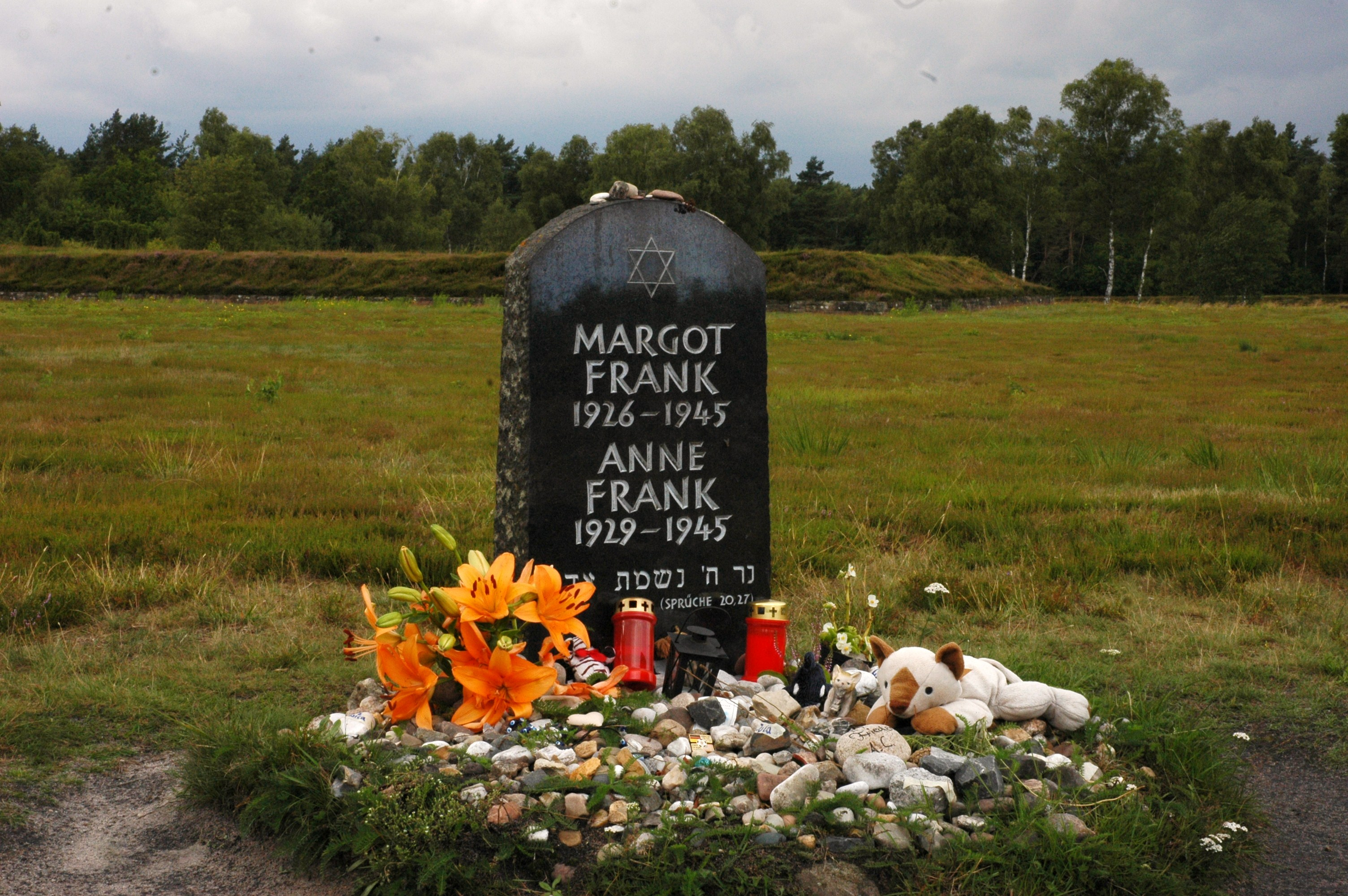
Symboliczny grób Anne Frank i jej siostry Margot w Bergen-Belsen

W odpowiedzi na teorię van der Hoeka, Theodor Holman napisał, że wpis z 28 września 1942 roku zdecydowanie dowodzi fikcyjnego charakteru postaci. Jacqueline van Maarsen poparła teorię Holmana, natomiast Otto Frank zakładał, że jego córka miała na myśli prawdziwego znajomego, adresując myśli do jednej osoby. W wywiadzie Kitty Egyedi powiedziała, że schlebia jej ta teoria, ale szczerze wątpiła, żeby pamiętnik został zaadresowany do niej.
We wstępie do pamiętnika Anne wyraziła pragnienie posiadania jednej osoby, którą mogłaby nazwać jej najprawdziwszym przyjacielem, osobą, której mogłaby powierzyć swe najskrytsze myśli i uczucia. Zauważyła, że miała wielu „przyjaciół” i równie dużo adoratorów, ale żadnego najdroższego przyjaciela (według jej definicji). Pierwotnie uważała, że jej przyjaciółka Jacque van Maarsen mogłaby być tą osobą. W początkowych wpisach dziennika Anne stwierdziła, że nie jest zakochana w Hello Silberbergu, jednak uważała, że mógłby on zostać jej prawdziwym przyjacielem. Podczas pobytu w ukryciu Anne zakochała się w Peterze van Daanie. Ostatecznie jej jedynym najbliższym przyjacielem był jej dziennik i „Kitty”.
Kiełkujące ambicje literackie zostały rozbudzone w Anne 29 marca 1944 roku, kiedy usłyszała przez radio wiadomość holenderskiego ministra edukacji, sztuki i nauki na wygnaniu, Gerrita Bolkesteina, wzywającego do zachowania listów czy pamiętników z tego okresu w celu stworzenia archiwum dla potomności, jako dowodu na cierpienia cywilów podczas okupacji Holandii. 20 maja zanotowała w dzienniku, że rozpoczęła przepisywanie pamiętnika: rozwinęła wpisy i ujednoliciła je, adresując wszystkie do Kitty, wyjaśniła różne wydarzenia, przygotowała listę pseudonimów oraz wycięła wpisy, które uważała za mało interesujące lub zbyt osobiste do publikacji. Rękopis ten napisany na luźnych kartkach, został odzyskany z kryjówki po aresztowaniu i przekazany Ottonowi Frankowi wraz z oryginalnymi dziennikami, kiedy śmierć jego córki została potwierdzona jesienią 1945 roku. Miep Gies i Bep Voskuijl uratowały je wraz z innymi rzeczami osobistymi po aresztowaniu rodziny i przed splądrowaniem kryjówki przez holenderską policję i Gestapo.
Po przeczytaniu dziennika swojej nastoletniej córki Otto Frank był zdumiony dojrzałością jej wypowiedzi. Stwierdził też, że przejrzystość, z jaką Anne opisała wiele codziennych sytuacji, sprawiła, że wspomnienia tych dawno zapomnianych chwil, wróciły do niego żywe.
W 2018 badacze dziennika odkryli dwie ukryte strony, na których Anna Frank zapisała żarty o zabarwieniu erotycznym i swoje przemyślenia na temat seksualności.

## Wydanie Dziennika
Otto Frank zdecydował się pokazać dziennik córki rodzinie w Szwajcarii. Wkrótce wybór zapisków Anne został przekazany do publikacji, z epilogiem napisanym przez przyjaciela rodziny, wyjaśniającym los autorki. Wiosną 1946 roku dr Jan Romein – holenderski historyk, wzruszony lekturą, opublikował artykuł w gazecie Het Parool, opisując charakter pamiętnika,  po czym wydawnictwo Contact Publishing z Amsterdamu zaproponowało ojcu Anne wydanie dzienników. Ten zasugerował wycięcie wpisów dotyczących dojrzewania i seksualności Anne. Pierwsze okrojone wydanie książki ukazało się 25 czerwca 1947 roku. W 1950 roku ukazało się pierwsze wydanie niemieckie (Das Tagebuch) oraz francuskie (Le Journal). W 1952 roku ukazała się wersja angielskojęzyczna, a następnie m.in. we włoskim, hiszpańskim, rosyjskim, japońskim i greckim. Wersja polska została wydana w 1957 roku przez wydawnictwo PIW w tłumaczeniu Zofii Jaremko-Pytowskiej z języka niemieckiego (wznowienie w 1960). W 1993 ukazało się tłumaczenie z języka niderlandzkiego autorstwa Alicji Oczko (wznowienia w 2000, 2010 i 2015, 2020 i 2022)

## Krytyka
Widząc potencjał historii Anne Frank i jej wpływ na wzrost zainteresowania tematem nazizmu w opinii publicznej, zwolennicy rewizjonizmu politycznego (tzw. holocaust deniers, którzy uważają, że przyjęta powszechnie wersja holocaustu jest albo w dużym stopniu przesadzona, albo jest całkowitym fałszerstwem) rozpoczęli kampanię podważającą istnienie Anne. Rzekomo wszystkie jej fotografie były pozowane przez aktorkę, zaś jej „Dziennik” był tworem fikcyjnym syjonistów.
Szymon Wiesenthal, po otrzymaniu ulotki nazywającej „Dziennik” fałszerstwem, postanowił przeprowadzić dochodzenie mające na celu odnalezienie osoby, która zdradziła kryjówkę Franków, a przez to udowodnienie prawdziwości pamiętnika. Śledztwo zakończyło się w 1963 roku po odnalezieniu oficera Karla Silberbauera, który aresztował rodzinę Franków i ich przyjaciół. Silberbauer nie pamiętał tożsamości zdrajcy, przekazał jednak dokładny przebieg aresztowania oraz opis rękopisów Anne, które widział podczas rewizji.
W świetle tego zeznania zwolennicy rewizjonizmu holocaustu przestali kwestionować fakt istnienia Anne Frank, jednocześnie kierując nowe ataki, podające w wątpliwość wiarygodność opublikowanej wersji pamiętnika. Sugerowali też, że autorem pamiętnika mógł być sam Otto Frank lub jeden z jego współpracowników.
Po śmierci Franka w 1980 roku i po wydaniu pełnej, nieskróconej wersji pamiętników debata na temat ich autentyczności zakończyła się. W swoim testamencie rękopisy Anne zostawił w spadku Holenderskiemu Instytutowi Dokumentów Wojennych (Nederlands Instituut voor Oorlogsdocumentatie), który przeprowadził badania w celu wskazania autora i daty powstania. Przeanalizowane zostały klej, papier i inne materiały użyte w rękopisach oraz atrament i charakter pisma. Wyniki opublikowano w 1986 roku. Charakter pisma okazał się zgodny ze znanymi przykładami pisma Anne, a materiały piśmienne odpowiadały dostępnym w Amsterdamie w okresie powstania „Dziennika”. Autentyczność dziennika potwierdzona została decyzją sądu okręgowego w Hamburgu z dnia 23 marca 1990 roku. Szwajcarska Fundacja Anne Frank zastrzega sobie prawo do wszczęcia postępowania karnego przeciw jakiemukolwiek kwestionowaniu autentyczności dziennika.

## Znaczenie w kulturze

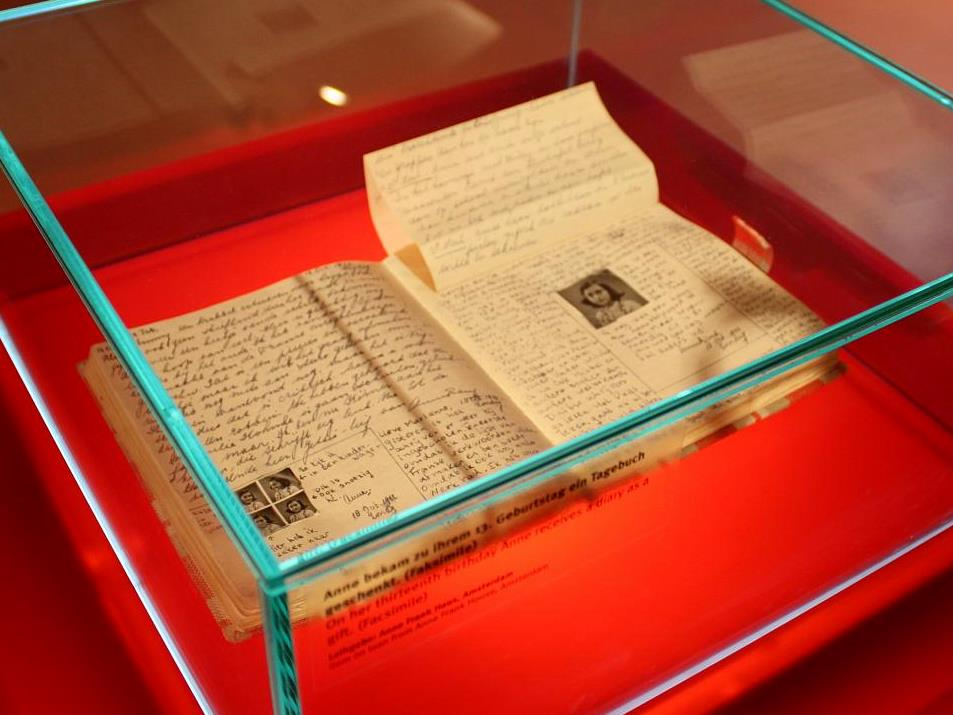
Faksymile pamiętnika Anne Frank na wystawie w berlińskim Anne Frank Zentrum (2008)

W 1955 roku sztuka teatralna, która powstała na podstawie „Dziennika”, otrzymała Nagrodę Pulitzera, zaś film Pamiętnik Anny Frank z 1959 roku zdobył 3 Oscary. Shelley Winters przekazała swoją statuetkę Muzeum Anne Frank w Amsterdamie.
W 1988 zrealizowano spektakl Teatru Telewizji Oficyna z tekstem opartym na Dzienniku Anne Frank w reżyserii Barbary Borys-Damięckiej, z Adrianną Biedrzyńską w roli Anne.
W 2009 roku Dziennik Anne Frank wpisany został na listę najbardziej wartościowych dokumentów świata – Pamięć Świata UNESCO.